# Kakusei
Il Kakusei (鶴聖) è stato un torneo professionistico di Go giapponese, sponsorizzato dalla Japan Airlines tra il 1979 e il 2003.
Le prime sette edizioni consistettero in un girone di cinque partecipanti, con eventuali spareggi; a partire dall'ottava edizione, 12 giocatori furono impegnati in un torneo a eliminazione diretta, con i quattro primi arrivati dell'edizione precedente che accedevano direttamente al secondo turno.
Le partite erano mandate in onda dalla TBS.
Nel 2002 il torneo è stato fuso con il Torneo Hayago per dare vita al JAL Super Hayago.

## Albo d'oro
| Edizione | Anno | Vincitore        | Finalista        |
| -------- | ---- | ---------------- | ---------------- |
| 1.       | 1979 | Rin Kaiho        | –                |
| 2.       | 1980 | Kato Masao       | –                |
| 3.       | 1981 | Otake Hideo      | –                |
| 4.       | 1982 | Cho Chikun       | –                |
| 5.       | 1983 | Otake Hideo      | –                |
| 6.       | 1984 | Otake Hideo      | –                |
| 7.       | 1985 | Cho Chikun       | –                |
| 8.       | 1986 | Kato Masao       | Otake Hideo      |
| 9.       | 1987 | Otake Hideo      | Kobayashi Koichi |
| 10.      | 1988 | Otake Hideo      | Takagi Shoichi   |
| 11.      | 1989 | O Rissei         | Shoji Hashimoto  |
| 12.      | 1990 | Kataoka Satoshi  | O Rissei         |
| 13.      | 1991 | Takemiya Masaki  | Otake Hideo      |
| 14.      | 1992 | Rin Kaiho        | Otake Hideo      |
| 15.      | 1993 | O Rissei         | Kato Masao       |
| 16.      | 1994 | Kobayashi Koichi | Cho Chikun       |
| 17.      | 1995 | Kato Masao       | Cho Chikun       |
| 18.      | 1996 | Kato Masao       | Kobayashi Satoru |
| 19.      | 1997 | Kobayashi Koichi | Kato Masao       |
| 20.      | 1998 | Rin Kaiho        | Kato Masao       |
| 21.      | 1999 | O Rissei         | Kato Masao       |
| 22.      | 2000 | O Rissei         | Hikosaka Naoto   |
| 23.      | 2001 | Kobayashi Koichi | Yoda Norimoto    |
| 24.      | 2002 | Yoda Norimoto    | Kobayashi Koichi |
| 25.      | 2003 | Yuki Satoshi     | Hane Naoki       |